# 福岡県道571号小富士加布里線
福岡県道571号小富士加布里線（ふくおかけんどう571ごう こふじかふりせん）は、福岡県糸島市を通る一般県道である。

## 概要
糸島市志摩小富士から糸島市加布里4丁目に至る。

### 路線データ
- 起点：福岡県糸島市志摩小富士（小富士交差点、福岡県道54号福岡志摩前原線交点）
- 終点：福岡県糸島市加布里4丁目（加布里交差点、国道202号交点）

## 路線状況

### 道路施設

#### 橋梁
- 弁天橋（泉川、糸島市）

## 地理

### 通過する自治体
- 糸島市

### 交差する道路
| 交差する道路               | 交差する場所 | 交差する場所        |
| -------------------------- | ------------ | ------------------- |
| 福岡県道54号福岡志摩前原線 | 志摩小富士   | 小富士交差点 / 起点 |
| 国道202号                  | 加布里4丁目  | 加布里交差点 / 終点 |

### 沿線
- 加布里郵便局